# 朝倉浩之
朝倉 浩之（あさくら ひろゆき、1973年9月23日 - ）は、元アナウンサー、元東京都職員。

## 人物・来歴
奈良県奈良市出身。同志社大学法学部政治学科卒業後の1996年、日本海テレビジョン放送（NKT）にアナウンサーとして入社した。入社3年目から『ズームイン!!朝!』を担当した。鳥取・島根担当キャスターとして、特にグルメ系レポートが多かった。それと同時にローカル情報番組『Go!5!知っテレビ』でもメイン司会を務め、同社の「柔らか系」アナウンサーとして活動する。一方で、スポーツ中継にかける情熱は人一倍で、高校野球、サッカー、バレーボール、バスケットボールなど幅広いジャンルの実況でアナウンサーとしての幅を広げた。その後、退社し、ディレクターとしてスポーツ番組、ドキュメンタリー制作などに携わる。
2003年から中国の北京語言大学に留学した。
2005年8月21日、中国国際放送に入局し日本語放送を担当するアナウンサーを務め、スポーツ番組『スポーツ中国』でパーソナリティを担当した。それと同時に、中国スポーツの取材、執筆を行い、フリーライターとしても活動した。また各種ラジオ番組の出演やコラム執筆なども行った。島根県の地方紙山陰中央新報では「朝倉浩之の美好北京」を連載していた。
2009年、中国国際放送を退局して日本に帰国した。その後東京メトロポリタンテレビジョン（TOKYO MX）に入社し報道局で都政キャップ、警視庁キャップを経て、2015年7月から報道局報道部長を務めた。
2019年、TOKYO MXを退職し、東京都産業労働局に入都し、公益財団法人東京観光財団に出向した。
2024年9月30日、都庁を退職した。10月2日、立憲民主党が次期衆議院選挙に鳥取1区で朝倉を擁立すると発表し立候補したが、石破茂（自由民主党、内閣総理大臣）に敗れ、落選した。得票率は9.9%で僅かながら供託金没収点の10%を下回ったため供託金没収となった。

## エピソード
- NKT入社1年目、ニュース日本海プラス1の番組内でNKT前庭からの天気予報でデビューしたが、冒頭でコメントを忘れてしまい、困った表情のアップだけが延々とお茶の間に流れた。この部分が1997年のNNN系列アナのハプニングを集めた「全国美人キャスター対決輝け!全日本ニュース大賞!NG名珍場面&衝撃の瞬間!』で放送された。
- 日本けん玉協会認定の1級を小学生のときに取得した。その腕前を24時間テレビで披露した。1億人の大質問!?笑ってコラえての「日本列島 テレビ局の旅」で「けん玉アナウンサー」として紹介された。
- 一時、顔が出川哲朗に似ているといわれ、本人もその気になり、番組中に物真似を連発するなどしたが定着せず。その後、特番でホリと競演した際に、「ぜんぜん似ていない」と引導を渡され、その後、封印した。
- レポーターとして出演中だった情報番組「Go!5!知っテレビ」で、鳥取駅前において公約罰ゲームだった海パン姿でのお盆中継を実行した。浴衣姿の新人女性アナウンサーと並んで、帰省ラッシュに沸く駅前の様子を伝えた。
- 本人のブログ[どれ?]によると、“一生のうちで一番勉強した”留学中に漢語水平考試の8級を取得した。現在は10級である。
- 中国在住のライターとして、独自な視点から中国のスポーツ事情をレポートし、日本の新聞・テレビメディアと異なる論調や内容から、注目を集めた。
- 執筆したコラムは中国語にも翻訳され、中国国内の一般紙やスポーツ紙をはじめ、ネット上にも転載された。「中国サッカーが末期症状だ」という書き出しから始まるコラムは各メディアでも取り上げられ、凋落傾向にあった中国のサッカー界において、関係者やファンの賛否両論を呼んだ。
- 2008年8月8日から始まった北京五輪ではジャーナリストとして取材する一方、ソフトボール会場の外国人ボランティアとして日本のメディア対応を担当した[5]。その後、北京五輪の会場運営の内幕などをリポートするコラムも発表した。
- 2013年6月23日にTOKYO MXで放送された「首都決戦2013 池上彰の都議選開票速報」では都政キャップとして、池上彰と共演した。

## NKT時代の主な担当番組
- ズームイン!!朝!
- Go!5!知っテレビ
- 日曜お昼は3色パン
- スポーツ中継（全国高等学校野球選手権鳥取大会、全国高校サッカー選手権大会）

## 選挙歴
| 当落 | 選挙                   | 執行日         | 年齢 | 選挙区      | 政党       | 得票数    | 得票率 | 定数 | 得票順位 /候補者数 | 政党内比例順位 /政党当選者数 |
| ---- | ---------------------- | -------------- | ---- | ----------- | ---------- | --------- | ------ | ---- | ------------------ | ---------------------------- |
| 落   | 第50回衆議院議員総選挙 | 2024年10月27日 | 51   | 鳥取県第1区 | 立憲民主党 | 1万2389票 | 9.89%  | 1    | 2/3                | 11/3                         |